# Golden Globe per il miglior speciale TV
Il Golden Globe per il miglior speciale è stato assegnato nel 1973 e nel 1982 al miglior speciale TV dalla HFPA (Hollywood Foreign Press Association).

## Vincitori e candidati
L'elenco mostra il vincitore seguito dagli speciali che hanno ricevuto una candidatura. Per ogni speciale viene indicato il titolo originale.

### 1970
- 1973
  - La vita di Leonardo da Vinci
  - The 1972 Summer Olympics
  - Playhouse 90 per lo speciale Look Homeward Angel
  - The Search for the Nile
  - The Undersea World of Jacques Cousteau per l'episodio Forgotten Mermaids

### 1980
- 1982
  - The Kennedy Center Honors: A Celebration of the Performing Arts
  - The American Film Institute Salute to Fred Astaire
  - Diana
  - Lily: Sold Out
  - A Lincoln Center Special: Beverly!